# Penicillium roqueforti
Penicillium roqueforti je druh štětičkovce, který se využívá k výrobě sýrů, jako je například Roquefort nebo Niva.
V přírodě je rozšířený a lze jej izolovat z půdy, nebo z rozkládající se organické hmoty a rostlin.

## Klasifikace
Poprvé byla popsána americkým mykologem Charlesem Thomem v roce 1909. Penicillium roqueforti byla původně heterogenním druhem modrozelených, sporulujících hub.